# 宁河市域铁路
宁河区市域郊铁路，又称天津中心城区至宁河的市域（郊）铁路，是一条规划中的线路，线路起于宁河新城，经宁河经济开发区、七里海镇、北淮淀镇、未来科技城，出支线接入北辰站，主线经东丽湖接入Z2线经三路站。目前已纳入《京津冀协同发展交通一体化规划（2019-2035年）》。主线首开段由经三路站到淮淀站。

## 历史
2020年12月4日，天津市规划和自然资源局公布《天津市市域（郊）铁路专项规划（2019-2035年）》。本线在专项规划中名为津宁线。

## 车站列表
下表列出津宁线首开段车站：
| 宁河市域铁路 |             |               |          |        |          |          |
| 站名         | 里程 （km） | 站间距 （km） | 轨道换乘 | 行政区 | 开通日期 | 站台设置 |
| 经三路       | 0           | -             | █ Z2线   | 东丽区 |          | 高架     |
| 东丽湖       |             |               |          | 东丽区 |          | 高架     |
| 未来科技城   |             |               |          | 宁河区 |          | 高架     |
| 淮淀         |             |               |          | 宁河区 |          | 高架     |